# Clausidium apodiformis
Clausidium apodiformis is een eenoogkreeftjessoort uit de familie van de Clausidiidae. De wetenschappelijke naam van de soort is voor het eerst geldig gepubliceerd in 1839 door Philippi.